# Wereldhave
Wereldhave est une société d’investissement néerlandaise cotée spécialisée dans l’immobilier commercial en Europe fondée en 1930.
Avec un portefeuille d'actifs de près de 4,7 milliards d’euros, Wereldhave s’est spécialisée dans la gestion, la promotion et l'investissement de centres commerciaux situés dans des grandes villes et dans les immeubles de bureaux aux Pays-Bas, en Belgique, en Finlande et en France.
Elle fait partie de l'indice AEX à Amsterdam et du Next 150 et compte parmi les leaders européens de l’immobilier commercial.

## Historique
Wereldhave a été créé en 1930. La principale activité de la compagnie comprenait à l'origine de la construction et l'exploitation d'un bien résidentiel à Rotterdam. Dans les années 1960, Wereldhave a étendu ses activités à d'autres villes dans l'ouest des Pays-Bas. Autour de 1971, les activités ont porté principalement à investir dans l'immobilier et à un degré moindre, le développement et la construction de propriété. Pour cette raison, Wereldhave est passé d'une société immobilière à une institution d'investissement de propriété avec le statut fiscal associé.

### À l'étranger
Le premier investissement étranger a été effectué en 1975 en France, suivie par la Belgique en 1976, l'Allemagne en 1977 et le Royaume-Uni en 1978. En 1978, Wereldhave a également acquis son premier investissement aux États-Unis. Les investissements dans ces pays se sont rapidement étendus dans les années suivantes. Au cours de la seconde moitié de 1988, une forte expansion a été réalisée au Royaume-Uni avec la reprise de la compagnie britannique Peachey Property Corporation Plc., actuellement Wereldhave Property Corporation Plc. Aussi cette année, un premier investissement a été effectué en Espagne. Les investissements en Allemagne ont été vendus en 1993 et 1998.

### Expansion
En 2002, Wereldhave a acquis le centre commercial Itäkeskus en Finlande. L'organisme de gestion finlandais du centre commercial a rejoint Wereldhave. L'acquisition de deux immeubles de bureaux à San Diego permet à Wereldhave de s'étendre à une troisième région des États-Unis, en plus les marchés de Washington DC et au Texas.
Les investissements dans les États-Unis et le Royaume-Uni ont été vendus début 2013. En réponse à l'évolution du milieu pour le consommateur, vente au détail, immobilier, et marchés financiers, Wereldhave a décidé, en 2013, de se concentrer sur les centres commerciaux en Europe du Nord-Ouest et le tourisme durable à Paris.
En juin 2015, Klépierre vend 9 centres commerciaux aux Pays-Bas pour 770 millions d'euros à Wereldhave.